# MONSTER DAYS
『MONSTER DAYS』（モンスターデイズ）は、扇友太による日本のライトノベル。イラストは天野英が担当。第9回MF文庫Jライトノベル新人賞最優秀賞受賞作。MF文庫J（KADOKAWA）より2013年11月に刊行された。また、NOVEL 0（同）より加筆修正版が『竜と正義 人魔調停局』のタイトルで2016年2月から同年5月まで刊行された。

## あらすじ
異界から魔物が来て人類と共存するようになった世界、その世界のオウラ大陸にクリアト連邦共和国という国家があった。クリアト連邦共和国ロコン州ロザント市で、公安警察「人魔調停局」実働部に勤める若手局員ライル・アングレーは、同僚のアルミスとともに、人間社会に服さない外部魔物の集落の一つ「竜羽の里」からの使いを護衛する任務を命じられた。その使いは竜羽の里の酋長レオアームの娘で名をクーベリアといった。この任務をきっかけに、ライルはクーベリアと竜の羽里をめぐる謀略に巻きこまれていく。

## 登場人物
ライル・アングレー
本作の主人公。人魔調停局の局員。人間。20歳。1巻の時点で4等実働官。身長179cmという。オーロッドにクーベリアの護衛を任される。どちらかというと常識人で、アルミスのセクハラ癖を嫌がっている。ウィルフリットの感化で英雄的な行為を内心あがめており、そのため18歳のときから調停局ではたらいている。
アルミス
同局員。衛生担当官兼5等実働官。一角獣族。24歳治癒・解毒の魔法が使える。魔法再生医学の博士号を持っており、体術も身につけている。若い女にセクハラをまき散らす。セクハラ以外の面では大人としての態度を守るが、言動から年不相応な小物臭さが漏れる。人間の姿からもどっているときは角のついた馬の姿をしており、自己治癒力がすさまじく耐久力に優れ、巨体の突進と額の角で戦う。
レアード・スパイアー
同局2等実働官。人間。陸軍特殊空挺部隊の出身。ライルの上司。
オーロッド
人魔調停局実働部部長。人間。49歳。ライルらの上司に当たる。
ホウメイ
同局5等実働官。白虎族。ライルの後輩格。
イルオレア
同局3等実働官。キマイラ族。29歳。S.A.U.に所属している。ライルの上司。麻薬取締官出身。文末に「にゃ」をつけて話す。
ハイン・オゴット
鉄剣連合の長。ライルらが潜入捜査によって逮捕したが、取り調べの始まる前に、謀略のめくらましのためにリンドラントに殺された。
リンドラント／リーグベルン・アーベル
竜羽の里からの使い。クーベルネの目付け役。70歳ほどの老人に化ける。ロイヤーの命令でハインを暗殺した実行犯。元はクリアトの市民魔物であり、アメルテア戦争のときドラゴン部隊スパルトイの隊長として戦ったが、そのとき無傷だったため、クリアト政府に疑われて拷問を受け、妻子を殺された。そして当時クリアト政府に服していなかった竜羽の里に逃れた。そのころは反乱の可能性もあったが、白金が竜羽の里の地下に埋まっていることを政府が知り、社会加入を強くすすめたためレオアームが方針を変えた。そこで村の長を見限り、自分に接触してきた情報局に手を貸した。長年仕えたクーベルネの命を犠牲にする復讐の道を選び、クーベリアを救おうとするライルにたちはだかるが、ライルに敗れた。そして血の尊厳社のメンバーによる攻撃からクーベリアを守り、死んだ。
クーベリア
竜羽の里の酋長レオアームの息女。社会加入の件でリンドラントとともにロザント市に使いとして訪れ、ライルらに護衛を受けることになった。赤髪青目で人化術を使っているときは12,3歳程度の外見をしている。無邪気でウソをついたり重要なところで黙ったりする技術に欠けるが、リンドラントからそれなりに教育を受けている。クリアト政府の謀略のために殺されることになるが、ライルに救出された。そののちクリアトで生活することを認められてライルがクリアトでの保護者となった。
ロイヤー
情報総局の特別捜査官。魔物。「柔らかい話し方をする人は狡猾」というフィクションの常套のままの人物。白金鉱をめぐる謀略をすすめた一人だが、上司を追い落とすためにライルらを誘導し、謀略を頓挫させた。
サクリース
血の尊厳社ロザント支部長。
テカムシ・カーティス
一等実働官。S.A.U.のメンバーの一人。サンダーバード族。50代。人魔調停局ロザント支部の最古参。自分を「本官」ではなく「テカムシ」と名前で呼ぶ。
ワーウルフ、マンティコア
情報局の差し金でライルらを襲った魔物。鉄剣連合の事件のときにロザント市内に入りこんだという。
パズズのヌアイマーン
アメルテア戦争でアメルテアにいた本能派の魔物。
ユリス
アルミスの姉。ロザント中央病院につとめる。
コウカ
ロコン州選出の下院議員。竜種啓蒙協会の理事。
アニータ
サンダーボウ選手時代にライルと競った選手。ライルの一つ年下。
タタラ
ロザント支局装備部の副主任。17歳。調停局で使用する装備の調整や修理をしている。
ドリッシア
ヒポグリフ族。カエデとは旧知のいがみあう仲。得物は鋭利な爪。
カエデ
烏天狗族。ドリッシアとは旧知のいがみあう仲。得物は腰に下げた刀。
ウィルフリット・アングレー
ライルが兄と仰ぐ子ども。魔物（種族は不明）の孤児で、ライルをよく連れまわしていたが故郷の泉の妖精郷がテロの標的となりそのときに死亡した。

## 用語

### 社会
魔物
古く異界から人間のいる世界に来た超常的な生物。魔力と呼ばれるエネルギーで身体を維持している。それぞれ異なる世界に住んでいたが、昔オウラ大陸に入り、人間と共存することとなった。魔物どうしは混血がある程度可能だが、人間と魔物の子は生まれない。魔法を使うことができ、種族の差があるが身体能力が人間を大きく上回る。
クリアト連邦共和国
この作品の主たる舞台となる国、オウラ大陸の中部から東部にある。大統領制で、複数の州に分かれ、人口は約2億5000万、その1/6である約4200万が魔物。クリアト連邦共和国で人間の用いている言語をクリアト語という。ヘクト連合王国と冷戦状態にある。
人魔調停局
人間と魔物の政治的な軋轢にかかわる事件を処理する公安警察。司法省に属する。ライルらがいるのはロザント支局。市警、連邦警察局とは仲が悪い。
ロザント市
クリアト連邦共和国西端部のロコン州の州都。ライルらは同市に勤める。南にリペリアル平原という平原がある。中世の魔候領時代に魔物が建てた。現在は人間と魔物の人口比が4:1という。
オウラ大陸
この作品の舞台となる大陸。東にクリアト連邦共和国、西にヘクト連合王国がある。1巻の時点で光輪暦2122年。
市民魔物／外部魔物
国籍を持ち、人間と同等の政治的な資格を持つことを国家に認められて暮らしている魔物を市民魔物といい、国内の辺境で法的な資格なく暮らしている魔物を外部魔物という。外部魔物は時に人間を襲う事件を起こしている。
排除、社会加入
クリアトほかオウラ大陸の諸国は軍を使って外部魔物を拉致し、特別保留区と呼ばれる地区に集住させる政策をとっている。これを排除という。一方外部魔物の集落が（審査を通したうえで）自発的な申し出によって政府の支配下に入ることを社会加入といい、こちらの場合は政治的な独立を失うが、現在住む場所にとどまることが許され、法的な保護がなされる。
竜羽の里（りゅうばのさと）
クリアト-ヘクト間の緩衝地帯の山中にある外部魔物の村。代々竜族を長とし、竜族のほか他の種族の魔物が多く住む。17年前まで人を食っていた。邂逅の日の起きてまもなく人間の世界に来たドラゴン（クーベリアの曽祖父）が、ほかの魔物を集め、現在のリペリアル平原に村を作った。その300年後、人を食らうことをやめてロザントに服することを要求する調停騎士団と戦って敗れ、ドラゴンらは山に移った。以来その地が新たな竜羽の里となった。竜羽の里の地下には白金鉱があり、クリアト政府はこれを得るため謀略をめぐらす。
主義者
人魔調停局内の用語。人間と魔物の融和に反対する思想を持つ人をさす。そのうち、魔物の完全な排除と人間の優越を唱える思想を人類至上主義という。
光輪暦（こうりんれき）
クリアトで使われている暦号。1巻の時点で2122年。
ヘクト連合王国
クリアト連邦共和国の隣国。クリアトと冷戦状態にある。
リダン国
オウラ大陸の一国。白金を多く産出し、クリアト、ヘクトなどに輸出している。冷戦下でヘクト寄りの立場をとっている。
情報総局
クリアトのCIAというべき大統領府直轄の諜報組織。人魔調停局とは捜査権をめぐって争う関係にある。
サンダーボウ
ライルが数年前にしていた競技。魔具を使う。
鉄剣連合（てっけんれんごう）
人類至上主義を奉ずる結社。
血の尊厳社（ちのそんげんしゃ）
人類至上主義を奉ずる結社。人と魔物の共存を建前とするクリアト政府と表向きは対立しているが、白金鉱をめぐる謀略に加担した。
本能派
理由なく破壊を行うことが魔物の本性であるとし、それによる人間への危害を正当視する（少数の魔物による）政治勢力。
調停騎士団
聖フランチェスカが建てた組織。人間と魔物の争いを流血をもって鎮圧する小規模な軍。人魔調停局はその精神を受け継いでいる。右の拳を己の心臓に当てる敬礼をしていたという。
聖フランチェスカ
光輪会の大司教。光輪暦1251年にロザントで人と魔物の共存を説いた。また調停騎士団を作った。
邂逅の日（かいこうのひ）
光輪暦914年の某日。人類の住む世界と、魔物の住む異界がつながり、異界から魔物たちが来て人類と最初に遭遇した日。
魔候
黒蛇戦争の際に魔物側を裏切り、当時クリアトの地にあったクリアト王国にくみしたことで、クリアト王にロザント地方を封ぜられた魔物。またその一族。
黒蛇戦争（くろへびせんそう）
光輪暦940年代にオウラ大陸で起きた戦争。魔物がオウラ大陸に入りこんで人類と小競り合いをしていたころ、黒蛇という魔物が各異界から魔物たちをひきつれて大陸に侵攻した。魔物軍はヘクト諸国の1/6を滅ぼし、現在のクリアト連邦共和国の地にあったクリアト王国と戦端を開いたが、離反による分裂で人類が勝利した。クリアト王国の王は、離反した魔物の頭目に、国の西辺のロザント地方を与え、魔物が住むことを認めた。ロザント地方に住みついた魔物たちはこの地に都市を築いた。それがロザント市の始まりである。
アメルテア戦争
光輪暦2087年に起きた戦争。オウラ大陸の北にある北方大陸にはアメルテアという小国があり、魔物が政権を持っていた。その政権はテロを行った本能派とつながっているヌアイマーンをかくまっているとして、クリアトから本能派の引き渡しを要求されたがこれを無視した。国連はクリアトを主とする多国籍軍を送り、5年でヌアイマーンをとらえたが、ゲリラ戦に苦しめられ、治安のととのわないまま撤退した。また混乱は周辺国に飛び火し、現在も混乱は続いている。クリアトは北方大陸の反政府派に武器を売り、その代金として同地の資源を得るという富の収奪を行っている。
ペンドラゴン財閥
クリアトに多大な影響力を持つ六大財閥の一つ。
ルリ
クリアトの通貨。軽食が600ルリ。高いコーヒーが1杯800ルリ。
スパルトイ
アメルテア戦争の際に作られた、ドラゴンからなる特殊部隊。リンドレットも属していた。
国連
この世界にも国連があるとされる。
弱者の闘争
ロザント市創設の50年後に魔物の身体能力の優位によって生じた不平等が原因でロザントと他の都市に起きた反乱。
ゴルゴンランド
ロコン州でもっとも大きい遊園地。ロザント市の隣の市にある。
S.A.U.
人魔調停局の特殊部隊。「聖女の斧」の意。クリアト語のアクロニムと見られるが、頭文字が何の略かは不明。
ブラックドッグ
ライルのいきつけの軽食店。
チャリオット
魔物に乗った人がボールをやりとりして競うスポーツ。ハリー・ポッターのクィディッチに相当する。

### 魔法
人化術（じんかじゅつ）
魔物が人間の姿になる魔法。魔物が人間と接する公的な場では、許可された場合を除いて常時の使用が義務である。慣れると人間と魔物を雰囲気で判別できるようになるという。身体が変わるので、使用すると本来の姿と比べて身体能力が低下する。身体の一部をもどすことも可能。
魔具（まぐ）
魔力を人間が使えるようにした道具の総称。
封魔術（ふうまじゅつ）
市民魔物による攻撃的な魔法を抑制するための魔法。しかし効果は弱い。
中核触媒
魔具の機構において、魔力を具体的な現象に転化する際に利用される物質。
白金
中核触媒に使用される金属で、魔法で成り立つ現代社会の要となる鉱物資源。現実の白金とは異なる。
DNA解析
魔物は種族ごとに特有のDNAのパターンを持っており、血液など細胞を含むものがあれば、そこからDNAを調べることによって種族を特定することができる。
魔力解析
魔法を使用したあとにしばらく残存する魔力から魔物の種族をしらべること。
グロス17
ライルのよく使用する銃。
樹竜輪（じゅりゅうりん）
ライルの使う魔具。猛毒を流しこむ木の枝を放ち、突き刺す。
霧氷掌（むひょうしょう）
ライルの使う魔具。魔力を水または氷に変えて空間中に生じさせる。
魔剣グラム
竜族のいた世界で作られた剣。竜の使う魔法を打ち消す力を持っている。古く調停騎士団が使っていたものが現在調停局のオーロッドのいる部長室のオブジェとしておいてある。

## 評価
第9回MF文庫Jライトノベル新人賞にて最優秀を受賞した（受賞時のタイトルは『万能による無能のための狂想曲』）。同賞で審査員を務めたあさのハジメは本作を以下のように評している。

## 既刊一覧

### MF文庫J版
- 扇友太（著）・天野英（イラスト） 『MONSTER DAYS』 KADOKAWA〈MF文庫J〉、2013年11月25日発売[3]、ISBN 978-4-04-066083-7

### NOVEL 0版
- 扇友太（著）・天野英（イラスト） 『竜と正義 人魔調停局』 KADOKAWA〈NOVEL 0〉、全2巻
  1. 2016年2月15日発売[4]、ISBN 978-4-04-256005-0
  2. 2016年5月15日発売[5]、ISBN 978-4-04-256019-7